# عريس لبنت السلطان (مسرحية)
مسرحية عريس لبنت السلطان أحد مسرحيات محفوظ عبد الرحمن عرضت على مسرح عبد العزيز المسعود في منطقة كيفان في دولة الكويت بتاريخ 1 مارس 1978. أخرجها صقر الرشود كما قام مسعود شومان بكتابة أشعارها.

## ممثلون
سعاد عبد الله - استقلال الزامل - أحمد الضرمان - محمد المنصور - إبراهيم الصلال - خالد العبيد - محمد السريع - هيفاء عادل - عبد الرحمن العقل - عبد الله الحبيل - مبارك سويد - خليفة عمر خليفوه - عبد الإمام عبد الله - حسين المنصور - أحمد عمر العامر - عبد الله الخراز - خير الله بخيت - عبد العزيز الهزاع - عبد العزيز الطراورة - هدى التميمي.
عرضت في أبوظبي والشارقة في مارس من نفس السنة. وشاركت في الأسبوع الثقافي الكويتي في كل من الجزائر وليبيا في أبريل 1978 ثم في بغداد عام 1979.

## القصة
تدور أحداث عريس لبنت السلطان عن تيمور لنك الذي يحاصر المدينة ويريد ان يتزوج الأميرة ذهبية بنت السلطان شعبان الغازي والا سوف يدك المدينة.
ويرسل برسالته ومطلبه مع شاب صعلوك اسمه أحمد الغلبان الذي سوف يحب الأميرة وبعد أن يتم عمله كرسول يرفض ان يتم التفريط في الأميرة التي احبته ما ان اجتمعت به.
وفي نهاية المسرحية يتركز الثوار الذي يرأسهم أحمد الغلبان في صد الوزراء الجبناء الذين يريدون زواج الأميرة ذهبية من الخاقان تيمور لنك لكي ينعموا بالحياة الهادئة.